# PANH
Pour les articles homonymes, voir Panh.
PANH est une compagnie aérienne basée à Oulan-Oude, en Russie. Elle assure des vols commerciaux régionaux depuis l'aéroport international Baïkal.

## Histoire
La compagnie est créée en 2013 en tant que filiale de Bural.

## Flotte
La flotte de PANH comprend les appareils suivants (en mars 2013):
- 4 Cessna 208

## Destinations
Russie
- Bouriatie
  - Bagdarine — Aéroport de Bagdarin (en)
  - Kouroumkan - Aéroport de Kouroumkan (en)
  - Kyren - Aéroport de Kyren (en)
  - Nijneangarsk — Aéroport de Nizhneangarsk
  - Orlik - Aéroport d'Orlik (en)
  - Taksimo — Aéroport de Taksimo (en)
  - Oulan-Oude — Aéroport international Baïkal Hub principal

Oblast d'Irkoutsk
  - Bratsk - Aéroport de Bratsk
  - Irkoutsk - Aéroport international d'Irkoutsk
  - Kazachinskoe - Aéroport de Kazachinskoe (en)
  - Oust-Ilimsk - Aéroport d'Oust-Ilimsk (en)